# Station Dalkey
Station Dalkey is een treinstation in Dalkey in Dun Laoghaire-Rathdown ten zuiden van Dublin. 
Het station werd geopend in 1854. Het ligt aan de Dublin - Rosslare, maar het wordt alleen bediend door de forenzenlijn van DART die een kwartierdienst rijdt.